# Década de 1600
Séculos: (Século XVI - Século XVII - Século XVIII)
Décadas: 1550 1560 1570 1580 1590 - 1600 - 1610 1620 1630 1640 1650
Anos: 1600 - 1601 - 1602 - 1603 - 1604 - 1605 - 1606 - 1607 - 1608 - 1609